# Marc afí
En geometria afí, una branca de la matemàtica, un marc afí en un espai afí A consisteix d'una elecció P de l'origen d'A, juntament amb una base de l'espai dels vectors basats a P.